# Enquêtes démographiques et de santé
Pour les articles homonymes, voir EDS et DHS.
Les enquêtes démographiques et de santé ou EDS (en anglais, Demographic and Health Surveys ou DHS), réalisées depuis 1984 dans le cadre du programme Measure DHS, ont pour but l'analyse de données sur la population, la santé, le sida et l'alimentation dans les pays en développement. Plus de 200 enquêtes ont été réalisées à ce jour. Le programme reçoit notamment le soutien financier de l'Agence des États-Unis pour le développement international (USAID) et a été mis en place par ORC Macro, organisme américain, en collaboration avec l'institut national de statistique ou un ministère de chaque pays enquêté.